# Buathra crassifemur
Buathra crassifemur là một loài tò vò trong họ Ichneumonidae.